# صوفيا أوغوستا براون شيرمان
صوفيا أوغوستا براون شيرمان (بالإنجليزية: Sophia Augusta Brown Sherman)‏ هي نجمة اجتماعية أمريكية، ولدت في 21 أبريل 1867 في بروفيدنس في الولايات المتحدة، وتوفيت في 28 يونيو 1947 في نيوبورت في الولايات المتحدة.